# سرية علي بن أبي طالب (اليمن)
سرية علي بن أبي طالب إلى اليمن، يقال أنها حدثت مرتين، إحداهما في شهر رمضان سنة 10 هـ، إذ بعث النبي محمد عليًا إلى اليمن وعقد له لواء وعممه بيده وقال «امض ولا تلتفت، فإذا نزلتَ بساحتهم فلا تقاتلهم حتى يقاتلوك»، فخرج في 300 فارس.

## مجريات السرية
لما دخل عليّ تلك البلاد، فرّق أصحابه فأتوا بنهب وغنائم ونساء وأطفال ونِعم وغير ذلك. وجعل علي على الغنائم بريدة بن الحصيب الأسلمي فجمع إليه ما أصابوا ثم لقي جمعهم فدعاهم إلى الإسلام فأبوا ورموهم بالنبل والحجارة. فصف أصحابه ودفع لواءه إلى مسعود بن سنان السلمي ثم حمل عليهم علي بأصحابه فقتل منهم 20 رجلاً، فتفرقوا وانهزموا. فكف عن طلبهم ثم دعاهم إلى الإسلام فأسرعوا وأجابوا وبايعه نفر من رؤسائهم على الإسلام وقالوا «نحن على من وراءنا من قومنا وهذه صدقاتنا فخذ منها حق الله».
ثم عاد علي بن أبي طالب فوافى النبي محمد بمكة قد قدمها للحج سنة 10 هـ.

## ذكر السرية في الأحاديث
ورد في السنن الكبرى للبيهقي عن سرية علي ابن إبي طالب لليمن:
«أَخْبَرَنَا أَبُو عَبْدِ اللهِ الْحَافِظُ، ثنا أَبُو إِسْحَاقَ إِبْرَاهِيمُ بْنُ مُحَمَّدِ بْنِ يَحْيَى الْمُزَكِّي أنبأ أَبُو عَبْدِ اللهِ أَحْمَدُ بْنُ عَلِيٍّ الْجَوْزَجَانِيُّ ثنا أَبُو عُبَيْدَةَ بْنُ أَبِي السَّفَرِ، ح وَأَخْبَرَنَا أَبُو عَمْرٍو الْأَدِيبُ، أنبأ أَبُو بَكْرٍ الْإِسْمَاعِيلِيُّ، أَخْبَرَنِي عَبْدُ اللهِ بْنُ زِيدَانَ، وَمُحَمَّدُ بْنُ إِبْرَاهِيمَ بْنِ مُحَمَّدِ بْنِ خَالِدٍ أَبُو جَعْفَرٍ الْقَمَّاطُ الْكُوفِيَّانِ قَالَا: ثنا أَبُو عُبَيْدَةَ بْنُ أَبِي السَّفَرِ قَالَ: سَمِعْتُ إِبْرَاهِيمَ بْنَ يُوسُفَ بْنِ أَبِي إِسْحَاقَ، عَنْ أَبِيهِ، عَنْ أَبِي إِسْحَاقَ، عَنِ الْبَرَاءِ قَالَ: بَعَثَ النَّبِيُّ صَلَّى اللهُ عَلَيْهِ وَسَلَّمَ خَالِدَ بْنَ الْوَلِيدِ إِلَى أَهْلِ الْيَمَنِ يَدْعُوهُمْ إِلَى الْإِسْلَامِ فَلَمْ يُجِيبُوهُ، ثُمَّ إِنَّ النَّبِيَّ صَلَّى اللهُ عَلَيْهِ وَسَلَّمَ بَعَثَ عَلِيَّ بْنَ أَبِي طَالِبٍ وَأَمَرَهُ أَنْ يَقْفُلَ خَالِدٌ وَمَنْ كَانَ مَعَهُ إِلَّا رَجُلٌ مِمَّنْ كَانَ مَعَ خَالِدٍ أَحَبَّ أَنْ يُعَقِّبَ مَعَ عَلِيٍّ رَضِيَ اللهُ عَنْهُ فَلْيُعَقِّبْ مَعَهُ قَالَ الْبَرَاءُ فَكُنْتُ مِمَّنْ عَقَّبَ مَعَهُ، فَلَمَّا دَنَوْنَا مِنَ الْقَوْمِ خَرَجُوا إِلَيْنَا فَصَلَّى بِنَا عَلِيٌّ رَضِيَ اللهُ عَنْهُ وَصَفَّنَا صَفًّا وَاحِدًا، ثُمَّ تَقَدَّمَ بَيْنَ أَيْدِينَا، فَقَرَأَ عَلَيْهِمْ كِتَابَ رَسُولِ اللهِ صَلَّى اللهُ عَلَيْهِ وَسَلَّمَ فَأَسْلَمَتْ هَمْدَانُ جَمِيعًا، فَكَتَبَ عَلِيٌّ رَضِيَ اللهُ عَنْهُ إِلَى رَسُولِ اللهِ صَلَّى اللهُ عَلَيْهِ وَسَلَّمَ بِإِسْلَامِهِمْ، فَلَمَّا قَرَأَ رَسُولُ اللهِ صَلَّى اللهُ عَلَيْهِ وَسَلَّمَ الْكِتَابَ خَرَّ سَاجِدًا، ثُمَّ رَفَعَ رَأْسَهُ فَقَالَ: " السَّلَامُ عَلَى هَمْدَانَ السَّلَامُ عَلَى هَمْدَانَ "»